# 사모곡 (1987년 드라마)
《사모곡》은 1987년 2월 2일부터 1987년 11월 27일까지 방송된 한국방송공사 2TV 일일연속사극인데 1987년 8월 19일 방영분에서 "중이 고깃맛을 보면 절에 빈대도 안 남는다는 말도 있듯이..."란 대사를 내보내 조계종 이향봉 스님이 같은 달 25일 KBS 정구호 사장에게 항의를 보냈으며 급기야 극중 홍씨부인 역으로 나온 탤런트 황정아가 같은 해 9월 등급조정에 불만을 품고 출연을 거부하면서 작품 줄거리가 바뀌는 등 난항을 거듭했으며 설상가상으로 집필자 임충 작가가 백내장 때문에 집필을 계속 할 수 없게 되자 1달 앞당긴 1987년 11월 말 막을 내렸다.9년이 지난 후 1996년 SBS를 통해 월화사극으로 1987년작 KBS2 사극의 《사모곡》을 리메이크해서 만강이라는 이름으로 방영됐었다.

## 등장 인물
- 길용우
- 김혜수 - 보옥 역
- 정보석 - 달서 역
- 황정아
- 박준금
- 강민호
- 강부자
- 최선아
- 이순재
- 김수용
- 장항선
- 박혜숙
- 박시영
- 이대로
- 이원종
- 이치우
- 이종만
- 봉혜선
- 김기진
- 홍영자
- 김하림
- 이원발
- 김기복
- 황준욱
- 반문섭
- 황민
- 김희진

| 한국방송공사 2TV 일일연속사극                      | 한국방송공사 2TV 일일연속사극              | 한국방송공사 2TV 일일연속사극              |
| 이전 작품                                          | 작품명                                     | 다음 작품                                  |
| -------------------------------------------------- | ------------------------------------------ | ------------------------------------------ |
| 임이여 임일레라 (1986년 5월 5일 ~ 1987년 1월 30일) | 사모곡 (1987년 2월 2일 ~ 1987년 11월 27일) | 꼬치미 (1987년 11월 30일 ~ 1988년 7월 1일) |

1. ↑  “KBS-MBC「상대방 깎아내리기」감정싸움”. 동아일보. 1987년 8월 27일. 2019년 2월 6일에 확인함.
2. ↑  “「사모곡」이달末(말) 앞당겨終映(종영)후속劇(극)엔 韓末(한말)배경「꼬치미」”. 경향신문. 1987년 11월 5일. 2019년 2월 6일에 확인함.